# Іво Трумбич
Іво Трумбич (2 квітня 1935 — 12 березня 2021) — югославський ватерполіст.
Олімпійський чемпіон 1968 року, срібний призер 1964 року.